# گواهینامه بی اتحادیه فوتبال اروپا
گواهینامه بی اتحادیه فوتبال اروپا (مدرک مربیگری سطح B یا UEFA B Licence) یک مجوز مربیگری زیر نظر یوفا است. این مجوز یک سطح پایین‌تر از گواهینامه ای اتحادیه فوتبال اروپا می‌باشد. دارندگان این مدرک می‌توانند به عنوان سرمربی در باشگاه‌های غیرحرفه‌ای فوتبال مردان، نوجوانان تا ۱۶ سال و نیز کمک مربی در باشگاه‌های حرفه‌ای فعالیت نمایند.